# Dharma
För andra betydelser, se DHARMA-initiativet.
Dharma (pali dhamma, hindi dharm, sing. daruma) är bland annat ett av många begrepp i flera indiska tankesystem med varierande betydelse.

## Hinduism
I den hinduiska triaden dharma-arthra-kâma är:
- dharma de religiösa, främst rituella, plikterna enligt Veda
- arthra de världsliga, främst ekonomiska, plikterna
- kâma sinnesnjutningarna.

## Buddhism
Termen har huvudsakligen tre definitioner/användningsområden inom buddhismen:
1. För att syfta till lärdomar, både buddhistiska och  icke-buddhistiska. I Shakyamuni Buddhas biografi talas det om den dharma som han fick från sina lärare under den tid då han sökte efter sanningen. I uppdelningen de tre juvelerna som buddhister tar tillflykt i, syftar "dharma" till den buddhistiska läran, och det är likväl denna betydelse som är vanligast för termen: den buddhistiska läran.[1]
2. Dharmor är benämningen på de fysiska och mentala faktorer som bygger upp existensen, enligt buddhismen. Termen abhidharma som är en textkategori inom de buddhistiska skriftkanonerna, syftar till denna betydelse, då dessa skrifter syftar till att analysera dessa fysiska och mentala faktorer som bygger upp alla universum/existensen.[1]
3. Kvalitéer. Såsom i Buddhas dharmor, Buddhas kvalitéer. Denna betydelse används i ordet dharmakaya, som vanligtvis översätts till "sanningskropp", men ordets bokstavliga betydelse refererar egentligen till en Buddhas oöverträffliga kvalitéer.[1]